# Quedlinburg
Quedlinburg és una ciutat de l'estat federat de Saxònia-Anhalt a Alemanya. Es troba al sud de l'estat, a la riba del riu Bode.
La ciutat ja és mencionada l'any 922, conté un conjunt únic de mil dues-centes cases de bigues entramades construïdes al llarg de sis segles, la plaça del mercat, amb el seu Ajuntament barroc, el castell i l'església diocesana amb el tresor catedralici.
Quedlinburg és el principal conjunt de cases de bigues entramades d'Alemanya, per la qual cosa el conjunt d'església col·legiata, castell i ciutat vella de Quedlinburg han estat declarats per la UNESCO com Patrimoni de la Humanitat l'any 1994.

## Història
Els primers assentaments humans daten del Neolític. Des de llavors, la zona es va mantenir permanentment habitada i fou esmentada per primera vegada en un document del rei germànic Enric I d'Alemanya el 22 d'abril de 922, que es troba avui dia a l'abadia de Convey. Després de la mort d'Enric I, la seva segona esposa santa Matilde va fundar el 936 al turó del castell un convent de monges, l'abadia de Quedlinburg, com a memorial del seu marit.
La primera abadessa al segle x d'aquest convent va ser Matilde, la filla de l'emperador Otó I i de la seva dona santa Adelaida. Es va construir un palau imperial; el complex abastava el turó, el camp de tornejos i l'església de Sant Wiperti. Hi va tenir lloc al 973 una reunió de la dieta en què Boleslau I, duc de Bohèmia, i Mieszko I, duc dels Polan, van retre homenatge a l'emperador.
Al nord d'aquest palau, Otó III col·locà el 994 la primera pedra d'una ciutat i la dotà de mercat i drets d'encunyació de moneda i de duana. Originàriament construïda per impulsar l'economia del monestir, en els segles posteriors es va desenvolupar una creixent rivalitat entre la ciutat i el convent.
La ciutat va passar a pertànyer a la lliga de ciutats de la Baixa Saxònia al 1384 i a la lliga Hanseàtica el 1426. El 1477 l'abadessa resol la rivalitat existent a favor seu amb la força de les armes. Quedlinburg se separa de totes les lligues a les quals pertanyia i ha de sotmetre's de manera absoluta. El Roldan, símbol de la independència de la ciutat, és enderrocat.
Durant la Guerra dels Trenta Anys té lloc el creixement urbà de Quedlinburg. Moltes de les mil dues-centes cases de bigues entramades corresponen a aquesta època. Entre aquestes va ser construïda la Ständerbau, la casa d'aquest tipus més antiga d'Alemanya.
Durant el segle xix va tenir lloc el desenvolupament del cultiu de flors i amb això va arribar a la ciutat una certa bonança econòmica. Aquesta bonança va propiciar la construcció d'una sèrie de viles d'estil art nouveau.
El 1936 Heinrich Himmler va utilitzar les esglésies de Sant Wipperti i Sant Servaci al turó del castell per a la benedicció de les banderes de les SS. El motiu era la commemoració dels mil anys de la mort d'Enric I d'Alemanya (936-1936), de qui Himmler es veia com la seva reencarnació.
Durant la Segona Guerra Mundial, la ciutat no va patir greus danys. No obstant això, les autoritats de la RDA no van aconseguir evitar el deteriorament del patrimoni de la ciutat tot i, entre altres mesures, l'arribada de restauradors i obrers especialitzats polonesos. Es va arribar a considerar la demolició de la ciutat vella i la seva reconstrucció en estil socialista. Tanmateix, el projecte no va prosperar per manca de fons. A partir de la reunificació al 1990, s'han vingut invertint importants sumes en la restauració del conjunt arquitectònic de la ciutat.

## Transport
La ciutat de Quedlinburg té una estació de la Deutsche Bahn que comunica, mitjançant la companyia Harz-Elbe-Express (HEX), trens regionals cap a Hannover via Halberstadt o cap a Berlín via Magdeburg. Mitjançant el ferrocarril de la Vall del Selke es comunica amb Nordhausen i Wernigerode.

## Fills il·lustres
- Karl Schröeder (1848-1935), violinista i compositor musical.
- Johann Heinrich Rolle (1718-1785), músic i compositor.
- Heinrich Sattler (1811-1891), compositor musical.